# Hummer H1
Hummer H1 — цивільний позашляховик на основі M998 Humvee, який був створений компанією AM General.

## Історія

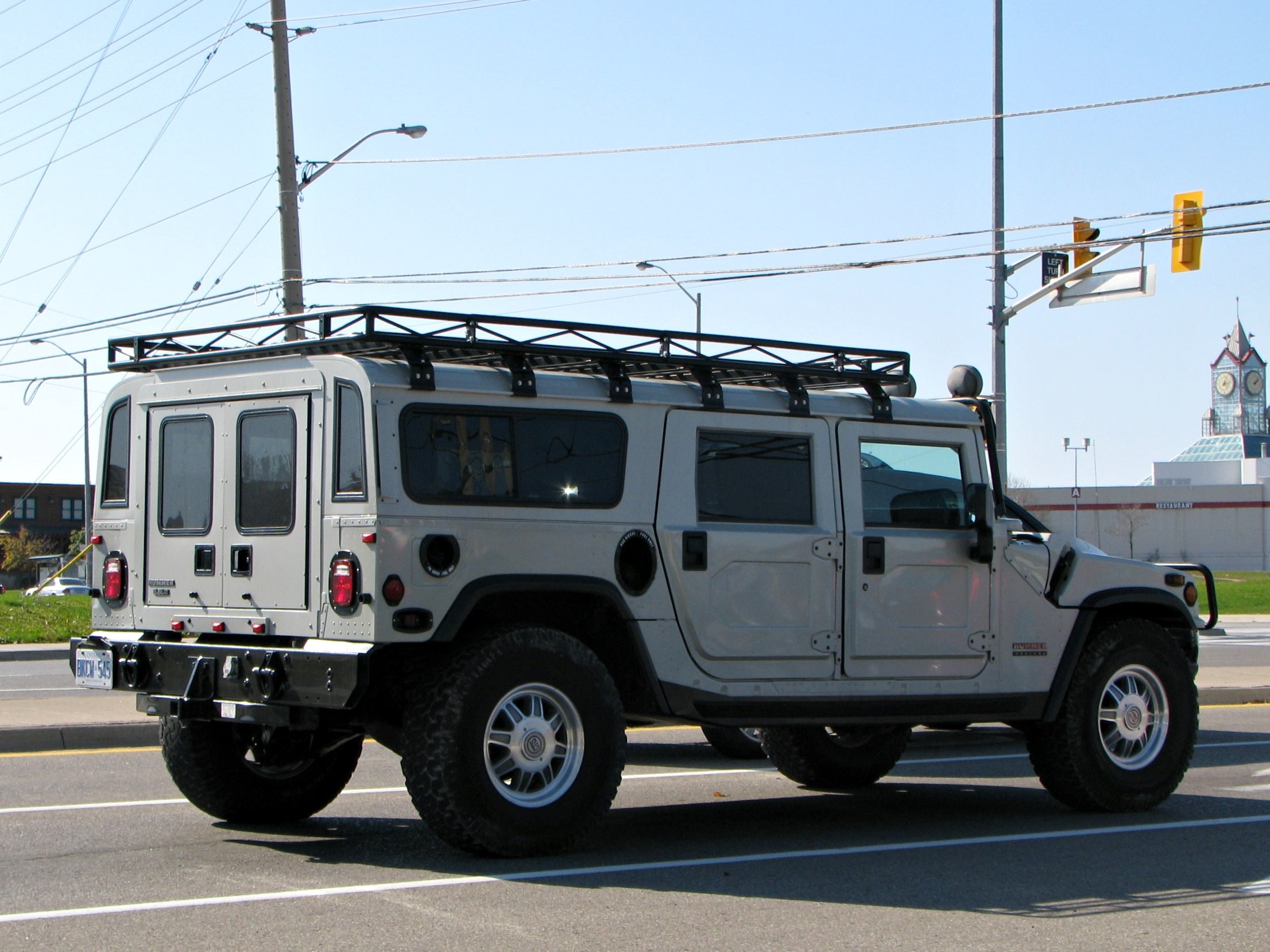

Спочатку випущений на цивільний ринок 14 березня 1992 року, Hummer H1 зобов'язаний своїм народженням величезної популярності фотографій з війни в Перській затоці і активній маркетинговій кампанії за участю актора-політика Арнольда Шварценеггера, якому належить кілька варіантів автомобілів Hummer. AM General оголосила, що 2006 рік буде останнім роком моделі Hummer H1; виробництво згортається в червні 2006 року в зв'язку з новим законом викидів для дизельних двигунів транспортних засобів, який вступив в силу в 2007 році.

## Опис

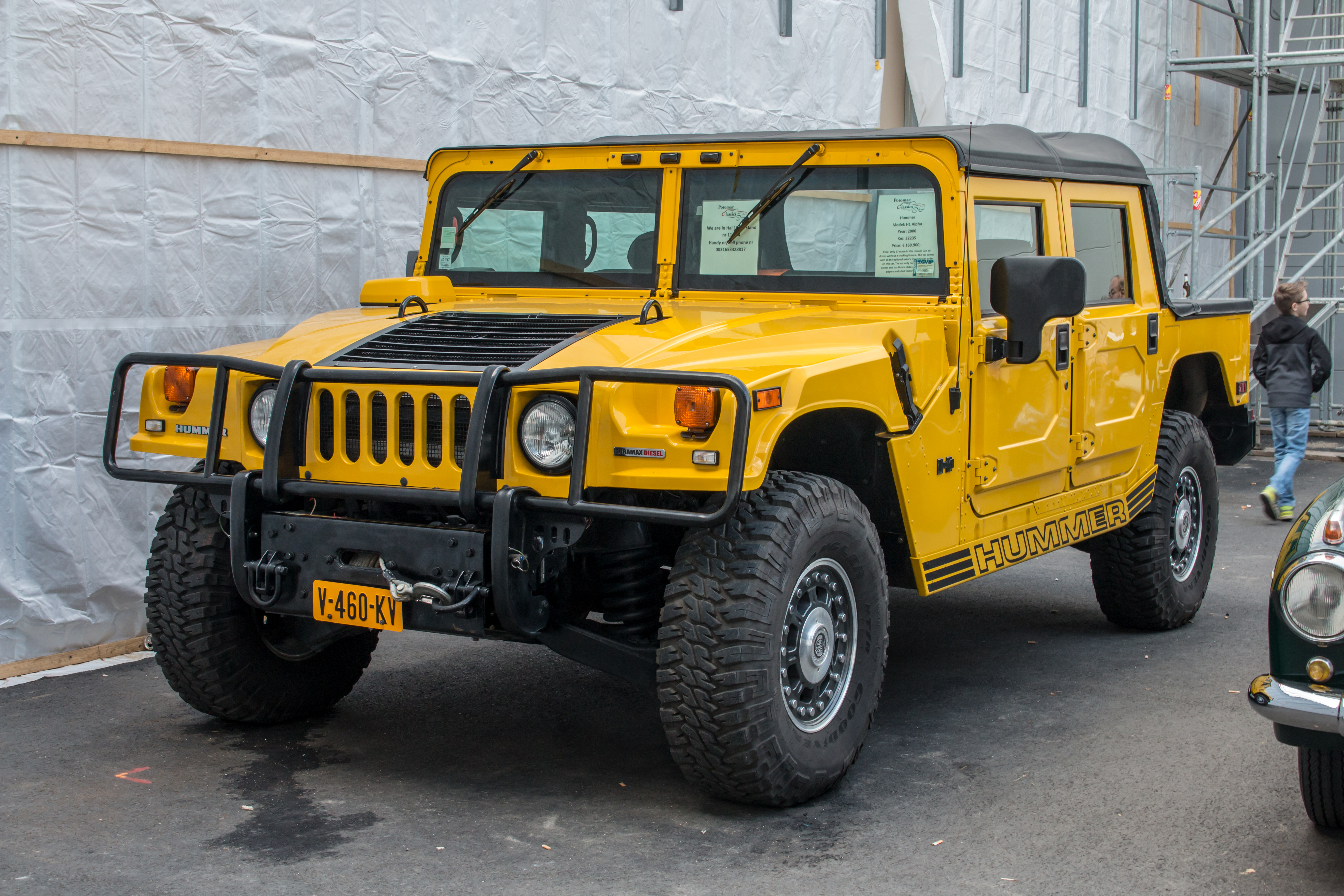
Hummer H1 Alpha

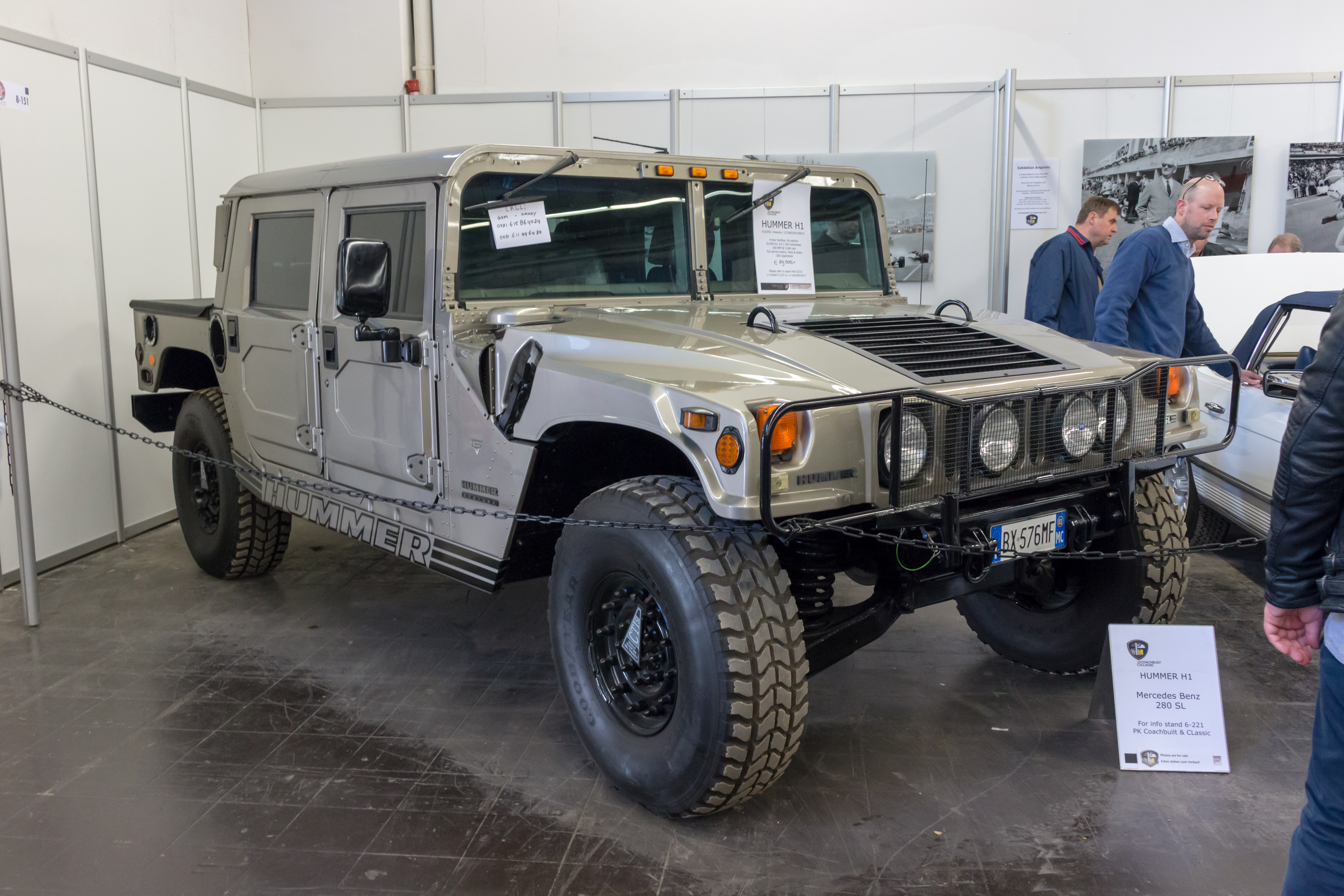

Автомобіль випускався з 1992 по 2006 роки, і був першим, виробленим в модельній лінії Hummer. Спочатку він був відомий тільки як «Хаммер», однак в 1999 році на спільному підприємстві General Motors і AM General, GM почав продавати Hummer H2, який був побудований на шасі Chevrolet Tahoe. Саме в цей момент Hummer отримав позначення Н1. Для колекціонерів найбільш бажаною моделлю є H1 Alpha, вироблена в свій останній модельний рік - 2006. Модель відрізнялася найпотужнішим двигуном і, відповідно, виділяється в модельній лінійці витратою палива. В цілому, у моделі H1 було дуже обмежене виробництво транспортних засобів.
"Спочатку розроблений виключно для використання у військових цілях, повноприводний позашляховик був випущений на цивільному ринку у зв'язку з великим попитом. Маючи 16 дюймів (40 см) дорожній просвіт, а також широко поставлені по кутах кузова колеса, укупі з високим кутом підйому і спуску зі схилів, Хаммер може дертися по 22-дюймовій (56 см) висоті перешкод, впоратися з 60 процентним ухилом і форсувати броди завглибшки аж до 30 дюймів (76 см)".
Hummer H1 має деякі загальні частини трансмісії і деталі з військової моделлю HMMWV: гальма, мости, рами і основні панелі кузова (капот, задні двері і задня чверть кузова) ідентичні між HMMWV і Hummer H1. Все Hummer H1 і HMMWV проводилися на одній складальній лінії, а потім цивільний H1 фарбувався і отримував додаткове оснащення вже в іншому виробничому цеху.
У Hummer H1 є багато незвичайних особливостей. Він використовує винесені всередину кузова гальма. У нього є колісні редуктори, які дозволяють вдвічі підняти трансмісію на рівні мостів, що відповідно дає виграш в дорожньому просвіті. Радіатор розташований високо і нахилений назад над двигуном, причому знаходиться радіатор безпосередньо на передньому капоті і закріплений на шарнірах. Повітрозабірник на «Хаммері» також встановлено досить високо, що дозволяє проходити позашляховику водні перешкоди вбрід, перебуваючи при цьому по пояс у воді. На Н1 використовуються особливі безпечні шини (англ. Run-flat) з магній-алюмінієвими або гумовими вставками.

## Двигуни
- 110 kW (150 к.с.) 6,2 л GM-6200 V8 Detroit diesel 1992–1993
- 125 kW (170 к.с.) 6,5 л GM-6500 V8 Detroit diesel з 1994
- 147 kW (200 к.с.) 6,5 л GM-6500 V8 turbodiesel 1996–2004
- 147 kW (200 к.с.) 5,7 л Chevy Small Block L05 V8 1995–1996
- 221 kW (300 к.с.) 6,6 л Duramax-6600 V8 turbodiesel з 2005 (H1 Alpha)

## Виробництво
| рік    | авто   |
| ------ | ------ |
| 1992   | 316    |
| 1993   | 612    |
| 1994   | 718    |
| 1995   | 1,432  |
| 1996   | 1,374  |
| 1997   | 1,209  |
| 1998   | 945    |
| 1999   | 831    |
| 2000   | 1,333  |
| 2001   | 869    |
| 2002   | 704    |
| 2003   | 494    |
| 2004   | 252    |
| 2005   | 0      |
| 2006   | 729    |
| Всього | 11,818 |